# Młynarzowy Żleb

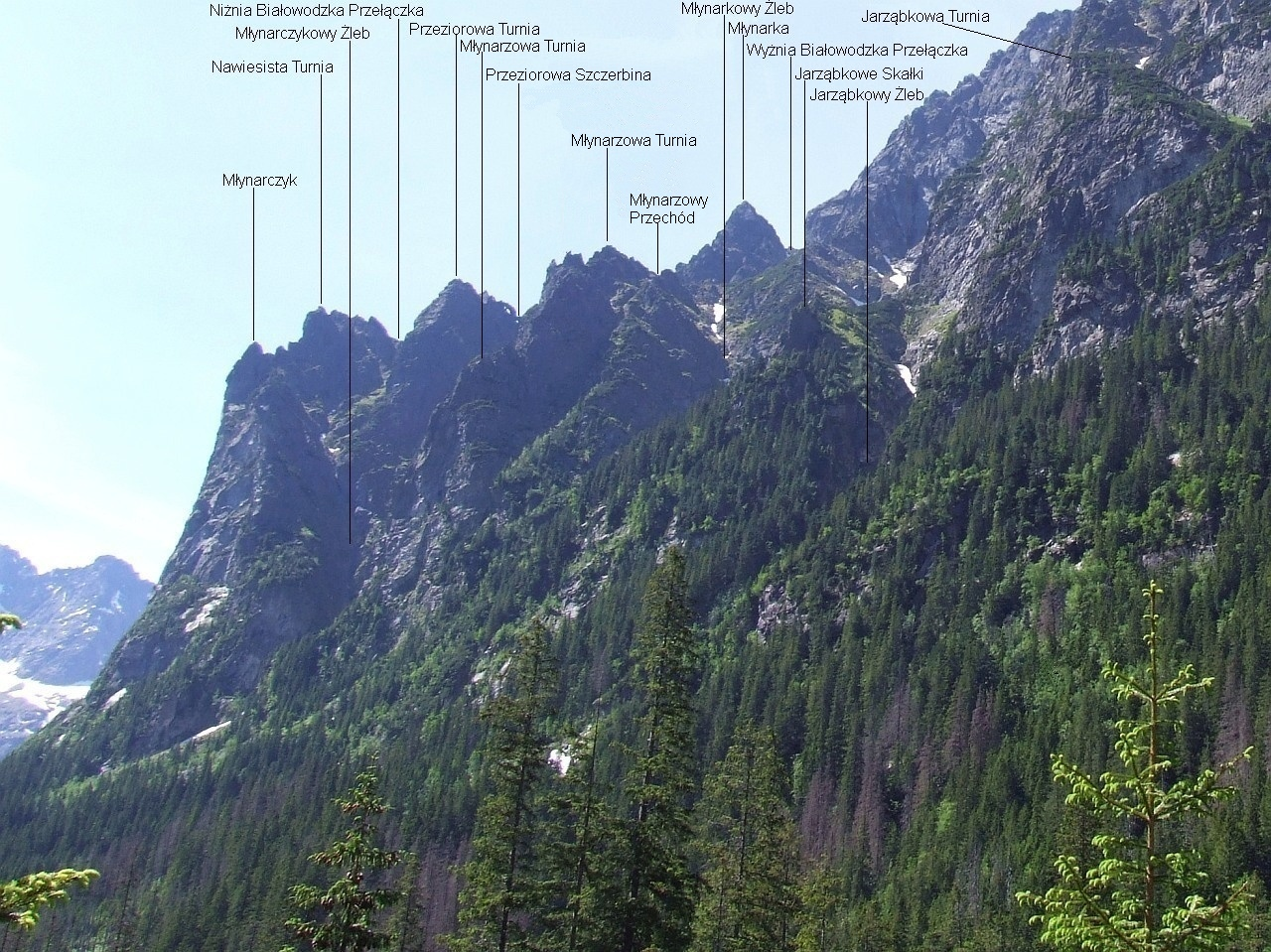
Widok z Doliny Białej Wody

Młynarzowy Żleb (słow. Veľký Mlynárov žľab) – wielki żleb na północnych zboczach wschodniej grani masywu Młynarza (dokładnie Wielkiego Młynarza) w słowackich Tatrach Wysokich. Opada do Doliny Białej Wody.
Deniwelacja żlebu wynosi około 650 m. Poniżej jego wylotu znajduje się duży i częściowo zarastający młodnikiem trawnik. Schodzące żlebem lawiny systematycznie jednak niszczą go, nie pozwalając na powstanie lasu. Dolna część żlebu nie tworzy typowego dla większości żlebów koryta z wielkimi głazami, lecz głęboki i wąski kanion o pionowych ścianach. Jego ograniczenie tworzą wschodnia grzęda Jarząbkowych Skałek i pionowe ściany opadające z północno-wschodniej grzędy Młynarzowej Turni. W dnie żlebu jest kilka progów, na których zazwyczaj występują niewielkie wodospady, zimą przekształcające się w ciąg lodospadów. Rzadko, podczas wyjątkowo śnieżnych zim wszystkie progi ulegają zawaleniu śniegiem. Powyżej progów dolnej części żlebu znajduje się otoczony pionowymi ścianami kociołek. Ponad nim żleb rozgałęzia się na dwa ramiona rozdzielone częściowo płytową, częściowo trawiastą lub kosodrzewinową grzędą opadającą z północno-wschodniego filara niższego wierzchołka Wielkiego Młynarza. Główny ciąg żlebu stanowi prawe ramię podchodzące pod Niżnią Młynarzową Przełęcz. Jest wąskie, głęboko wcięte i ma progi. Uchodzą do niego dwie płytkie depresje. Prawa jest w dolnym, 100-metrowej długości odcinku bardzo stroma, o dnie zbudowanym z białych i wymytych płyt. Depresja ta w górnej części przecina trawniki Młynarzowej Ławki i dochodzi do Jarząbkowej Przehyby w głównej grani Młynarza. Lewa depresja jest przedłużeniem komino-żlebu opadającego z Młynarzowych Wrótek.
Lewe ramię żlebu po około 80 metrach rozgałęzia się. Jego lewa odnoga podchodzi pod Młynarzowy Przechód, prawe pod północno-wschodnią ścianę Wielkiego Młynarza. W obydwu występują strome progi.
Tylko najwyższą częścią żlebu między Młynarzową Ławką a Niżnią Młynarzową Przełęczą przeszli taternicy (zarówno latem, jak i zimą). Część dolną przechodzono tylko zimą, środkowa jest dziewicza. W rejonie żlebu dokonano natomiast jednego z najbardziej w Tatrach imponujących narciarskich wyczynów. 20 marca 1989 roku słowacki ratownik H.S. Vladimir Tatarka zjechał z Jarząbkowego Zwornika przez Młynarzową Ławkę, opadające spod północno-wschodniej ściany Wielkiego Młynarza ramię Młynarzowego Żlebu i dolną część północno-wschodniej grzędy Młynarzowej Turni.
Autorem nazwy żlebu jest Władysław Cywiński.